# Vedran Vinko
Vedran Vinko, slovenski nogometaš, * 22. februar 1990, Petišovci.
Vinko je profesionalni nogometaš, ki igra na položaju napadalca. Od leta 2024 je član hrvaškega kluba Draškovec. Pred tem je igral za slovenske klube Nafto Lendava, Čardo, Muro 05 in Nafto 1903, francoski Metz ter avstrijske SV Allerheiligen, Austrio Klagenfurt in St. Anna/Aigen. Skupno je v prvi slovenski ligi odigral 75 tekem in dosegel 14 golov, v drugi slovenski ligi pa 124 tekem in 51 golov. Bil je tudi član slovenske reprezentance do 17, 18 in 21 let.